# The Lex Diamond Story
The Lex Diamond Story è il terzo album ufficiale dell'MC newyorkese Raekwon, membro del Wu-Tang Clan. Il disco, uscito per la Universal Records, è prodotto da ben 13 musicisti, mentre alle collaborazioni troviamo Fat Joe, Havoc, Sheek Louch, Capone, la Ice Water Inc., le cantanti Tekitha, Tiffany Villareal e i membri del Clan Ghostface Killah, Masta Killa, Inspectah Deck, Method Man e Cappadonna.
Il disco non ha ottenuto lo stesso successo di Only Built 4 Cuban Linx... a causa della scarsa promozione e della mancanza di RZA alle produzioni, nonostante The Lex Diamond Story dimostri un riallacciamento al Wu-Tang Clan da parte di Raekwon.

## Tracce
1. The Lex Diamond Intro – 1:03
2. Pit Bull Fights (featuring Polite) – 2:02 – Mizza
3. Hitman Salary (Skit) – 0:10
4. King of Kings (featuring Havoc) – 3:50 – Crummie Beats
5. Missing Watch (featuring Ghostface Killah & Polite) – 3:25 – Mizza
6. All Over Again – 3:34 – Mercury
7. Clientele Kidd (featuring Fat Joe, Ghostface Killah & Polite) – 3:53
8. Smith Bros – 4:16 – Smith Bros.
9. Restaurant (Skit) – 2:08
10. Robbery (featuring Ice Water Inc.) – 3:50 – Emile
11. Fuck You (Skit) – 0:25
12. Pa-Blow Escablow (featuring Polite) – 3:09 – Zephlon
13. Musketeers of Pig Alley (featuring Masta Killa & Inspectah Deck) – 3:06 – Brutal Bill
14. Ice Cream Pt. 2 (featuring Method Man & Cappadonna) – 3:44 – DJ Khalil
15. The Hood (featuring Tiffany Villarreal) – 3:48 – EZ Elpee
16. Wild Chimpanzees (Skit) – 1:59
17. Planet of the Apes (featuring Capone, Sheek Louch & Polite) – 4:28 – Hangmen 3
18. Wild in da Club (featuring Ultra & Ice Water Inc.) – 4:05 – Punch
19. Once Upon a Time (featuring Tekitha) – 5:05 – Spontaneous
20. Lex Diamond Story Outro – 1:18